# William Maynes
William Maynes (William John „Billy“ Maynes; * 26. September 1902 in Saint John, New Brunswick; † 4. August 1966) war ein kanadischer Sprinter, der sich auf den 400-Meter-Lauf spezialisiert hatte.
Bei den Olympischen Spielen 1924 in Paris wurde er Vierter in der 4-mal-400-Meter-Staffel.